# Haarlemmerhoutkwartier
Het Haarlemmerhoutkwartier is een wijk in de stad Haarlem.
De wijk gelegen direct ten zuiden van het centrum, en wordt begrensd aan de westkant door de Leidsevaart en aan de andere kant door het Spaarne. Er wonen 13000 mensen in de wijk, die onderdeel is van stadsdeel Haarlem Zuid-West.
De wijk is vernoemd naar het stadsbos de Haarlemmerhout. Met uitzondering van de buurt Rozenprieel geldt de wijk als de meest welvarende van de stad. Er staan relatief veel grote stadsvilla's en herenhuizen, en de bewoners hebben gemiddeld de hoogste inkomens van de stad.

## Buurten in de wijk
De gemeente onderscheidt acht buurten in de wijk.
- Bosch en Vaart
- Florapark
- Haarlemmerhout
- Koninginnebuurt
- Rozenprieel-noord
- Rozenprieel-zuid
- Welgelegen
- Zuiderhout

Voor 2016 bestond de wijk uit de vier buurten: Rozenprieel, Kleine Hout, Den Hout en Koninginnebuurt.